# Haringsee
Haringsee est une commune autrichienne du district de Gänserndorf en Basse-Autriche.